# 3098 van Sprang
A 3098 van Sprang (ideiglenes jelöléssel 4579 P-L) a Naprendszer kisbolygóövében található aszteroida. Cornelis Johannes van Houten,  Ingrid van Houten-Groeneveld,  Tom Gehrels fedezte fel 1960. szeptember 24-én.